# العلاقات الإسرائيلية البليزية
العلاقات الإسرائيلية البليزية هي العلاقات الثنائية التي تجمع بين إسرائيل وبليز.

## مقارنة بين البلدين
هذه مقارنة عامة ومرجعية للدولتين:
| وجه المقارنة                                              | إسرائيل                                                             | بليز         |
| --------------------------------------------------------- | ------------------------------------------------------------------- | ------------ |
| المساحة (كم2)                                             | 20.77 ألف                                                           | 22.97 ألف    |
| عدد السكان (نسمة)                                         | 8.89 مليون                                                          | 374.68 ألف   |
| الكثافة السكانية (ن./كم²)                                 | 428.02                                                              | 16.31        |
| العاصمة                                                   | القدس                                                               | بلموبان      |
| اللغة الرسمية                                             | اللغة العبرية، اللغة العربية                                        | لغة إنجليزية |
| العملة                                                    | شيكل إسرائيلي جديد، شيكل إسرائيلي قديم، جنيه فلسطيني، جنيه إسرائيلي | دولار بليزي  |
| الناتج المحلي الإجمالي (بليون دولار)                      | 350.85 مليار                                                        | 1.84 مليار   |
| الناتج المحلي الإجمالي (تعادل القوة الشرائية) بليون دولار | 306.51 مليار                                                        | 3.05 مليار   |
| الناتج المحلي الإجمالي الاسمي للفرد دولار أمريكي          | 35.73 ألف                                                           | 4.88 ألف     |
| الناتج المحلي الإجمالي للفرد دولار أمريكي                 | 36.58 ألف                                                           | 8.42 ألف     |
| مؤشر التنمية البشرية                                      | 0.899                                                               | 0.715        |
| رمز المكالمات الدولي                                      | +972                                                                | +501         |
| رمز الإنترنت                                              | .il                                                                 | .bz          |
| المنطقة الزمنية                                           | توقيت إسرائيل، Israel Summer Time ‏                                  | 00           |

## منظمات دولية مشتركة
يشترك البلدان في عضوية مجموعة من المنظمات الدولية، منها:
| علم المنظمة | اسم المنظمة                        | تاريخ انضمام إسرائيل | تاريخ انضمام بليز |
| ----------- | ---------------------------------- | -------------------- | ----------------- |
|             | مؤسسة التنمية الدولية              | 22 ديسمبر 1960       | 19 مارس 1982      |
|             | الأمم المتحدة                      | 11 مايو 1949         | 25 سبتمبر 1981    |
|             | منظمة التجارة العالمية             | 21 أبريل 1995        | ?                 |
|             | منظمة الشرطة الجنائية الدولية      | ?                    | ?                 |
|             | الاتحاد الدولي للاتصالات           | 24 يونيو 1948        | 16 ديسمبر 1981    |
|             | الفريق المعني برصد الأرض           | ?                    | ?                 |
|             | البنك الدولي للإنشاء والتعمير      | 12 يوليو 1954        | 19 مارس 1982      |
|             | الاتحاد البريدي العالمي            | ?                    | ?                 |
|             | مؤسسة التمويل الدولية              | 26 سبتمبر 1956       | 19 مارس 1982      |
|             | وكالة ضمان الاستثمار متعدد الأطراف | 21 مايو 1992         | 29 يونيو 1992     |
|             | يونسكو                             | 16 سبتمبر 1949       | 10 مايو 1982      |

## وصلات خارجية
- موقع وزارة الخارجية الإسرائيلية
- موقع وزارة الخارجية البليزية